# HR 1205
Désignations
HR 1205 est une étoile binaire ou possiblement triple, de la constellation boréale de la Girafe. Sa magnitude apparente combinée est de 4,98. D'après la mesure de sa parallaxe annuelle par le satellite Gaia, le système est situé à d'approximativement ∼ 1 000 a.l. (∼ 307 pc) de la Terre,.
Sa composante la plus brillante, désignée HD 24480, est une étoile de type K évoluée et de magnitude apparente 5,20. Abt (2008) la classe comme une géante rouge de type spectral K4 III, tandis que Parsons (2004) la classe comme une supergéante rouge de type K3 Ib. Son compagnon, HD 24481, est une étoile plus chaude de type A ou de type B9 et de magnitude apparente 8,08. Elle est suspectée d'être une binaire spectroscopique composée de deux étoiles sensiblement identiques. La paire visible présente une séparation angulaire de 1,71 seconde d'arc.